# Flik 33
A Fliegerkompanie 33 (rövidítve Flik 33, magyarul 33. repülőszázad) az osztrák-magyar légierő egyik repülőszázada volt.

## Története
A századot 1916-ban állították fel az ausztriai Straßhofban. Kiképzése után szeptember 1-én a román frontra irányították, bázisa a Bukarest melletti Pipera tábori repülőterén volt. Később Kézdivásárhelyre, majd Gyergyószárhegyre irányították át. A századot 1918 márciusában összevonták a Flik 101G bombázószázaddal.

## Századparancsnokok
- Hervay Egon főhadnagy

## Századjelzés
A századjelvény fémszínű, vízszintes állású, kéttollú légcsavar volt, bal oldalán FL, a jobbon 33 felirattal. 

## Repülőgépek
- Hansa-Brandenburg C.I